# The Reason (singolo Hoobastank)
The Reason è una canzone del 2004 degli Hoobastank, estratta come singolo dal loro album The Reason. Il brano è a tutt'oggi il singolo di maggior successo degli Hoobastank. Infatti esso ha raggiunto la posizione #2 nella Billboard Hot 100, la #1 della classifica Modern Rock Tracks, ed è arrivato anche in vetta alla classifica dei singoli più venduti in Italia. Inoltre ha ricevuto una nomination come "canzone dell'anno" alla quarantasettesima edizione dei Grammy Awards. Il suo successo ha valicato i confini dell'America, imponendosi nei mercati discografici globali.
The Reason ha inoltre vinto il riconoscimento di "miglior video rock" secondo MTV Asia ed è stata reinterpretata da diversi artisti, incluso il cantante Tom Jones.

## Tracce
CD singolo
1. The Reason (Album Version) – 3:52
2. Meet Hoobastank – 5:49

CD maxi-singolo
1. The Reason (Album Version) – 3:52
2. Meet Hoobastank – 5:49
3. Crawling in the Dark (Acoustic Version) – 3:09

## Classifiche
| Classifica (2004-05) | Posizione massima |
| -------------------- | ----------------- |
| Australia            | 7                 |
| Austria              | 5                 |
| Belgio (Fiandre)     | 12                |
| Belgio (Vallonia)    | 7                 |
| Bolivia              | 4                 |
| Danimarca            | 20                |
| Ecuador              | 1                 |
| El Salvador          | 3                 |
| Germania             | 15                |
| Grecia               | 8                 |
| Irlanda              | 35                |
| Italia               | 1                 |
| Lettonia             | 10                |
| Norvegia             | 9                 |
| Nuova Zelanda        | 5                 |
| Paesi Bassi          | 16                |
| Regno Unito          | 12                |
| Repubblica Ceca      | 2                 |
| Stati Uniti          | 2                 |
| Svezia               | 8                 |
| Svizzera             | 6                 |